# Severna Irska
Severna Irska (angleško Northern Ireland, irsko Tuaisceart Éireann [ˈt̪ˠuəʃcəɾˠt̪ˠ ˈeːɾʲən̪ˠ] ; Ulster Scots Norlin Airlann) je del Združenega kraljestva Velike Britanije in Severne Irske na severovzhodu Irskega otoka, ki je različno opisana kot država, pokrajina ali regija. Severna Irska meji na jug in zahod z Republiko Irsko. Leta 2011 je bilo v njej 1.810.863 prebivalcev [4], kar predstavlja približno 30% celotnega prebivalstva otoka in okoli 3% britanskega prebivalstva. Ustanovljena z Zakonom o Severni Irski iz leta 1998 kot del Velikonočnega sporazuma, je skupščina Severne Irske odgovorna za vrsto zadev v zvezi z decentraliziranimi politikami, medtem ko so druga področja rezervirana za britansko vlado. Severna Irska sodeluje z Republiko Irsko na nekaterih področjih in Sporazum je Republiki omogočil, da »predstavi stališča in predloge« z »odločnim prizadevanjem za reševanje nesoglasij med vladama« . Glavno mesto je Belfast.
Severna Irska je bila ustanovljena leta 1921, ko je bila Irska razdeljena po Zakonu o vladi Irske iz leta 1920. Za razliko od južne Irske, ki je leta 1922 postala irska svobodna država, je bila večina prebivalcev Severne Irske unionistov, ki so hoteli ostati v Združenem kraljestvu. Večina jih je bilo protestantskih potomcev kolonistov iz Velike Britanije. Vendar so bile pomembne manjšine, večinoma katoličani, nacionalisti, ki so želeli Združeno Irsko, neodvisno od britanske vladavine. Danes se v prvi vrsti pojavljajo kot Britanci, slednji pa se v splošnem vidijo kot Irci, medtem ko izrazito severnoirsko ali ulstersko identiteto uveljavljajo tako velika manjšina katoličanov in protestantov kot tudi mnogo tistih, ki niso verni.
V večjem delu 20. stoletja, ko je nastala, je Severno Irsko zaznamovala diskriminacija in sovražnost med tema dvema stranema v tem, kar je prvi minister Severne Irske David Trimble imenoval za »hladno hišo« katolikov. V poznih 1960-ih so se konflikti med državnimi silami in predvsem protestantskimi unionisti na eni strani in predvsem katoliškimi nacionalisti na drugi strani pojavili v treh desetletjih nasilja, imenovanega »Težave« (Trouble), ki je zahtevalo več kot 3500 življenj in povzročilo več kot 50.000 žrtev. Velikonočni sporazum iz leta 1998 je bil pomemben korak v mirovnem procesu, vključno s predajo orožja, čeprav sektaštvo in verska segregacija še vedno ostajata glavni socialni problem, sporadično nasilje pa se je nadaljevalo.
Severna Irska je bila v preteklosti najbolj industrializirana regija Irske. Po upadanju zaradi političnih in družbenih pretresov v času Težav se je njeno gospodarstvo od konca 1990-ih bistveno povečalo. Začetna rast je bila posledica »mirovne dividende« in povezav, ki so povečale trgovino z Republiko Irsko, ki še naprej močno narašča s turizmom, naložbami in podjetji iz celega sveta. Brezposelnost v Severni Irski je dosegla najvišjo vrednost leta 1986 na 17,2%, v juniju in avgustu 2014 pa se je znižala na 6,1%, v primerjavi z Združenim kraljestvom 6,2%.
Ugledni umetniki in športniki iz Severne Irske so Van Morrison, Rory McIlroy, Joey Dunlop, Wayne McCullough in George Best. Nekateri ljudje iz Severne Irske se raje opredelijo kot Irci (npr. pesnik Seamus Heaney in igralec Liam Neeson), medtem ko se drugi raje opredelijo kot Britanci (npr. igralec Kenneth Branagh). Kulturne povezave med Severno Irsko, preostalo Irsko in preostalo Veliko Britanijo so zapletene, Severna Irska pa ima tako kulturo Irske kot kulturo Združenega kraljestva. V mnogih športih je otok Irska en sam tim, pri čemer je izjema nogometna zveza. Severna Irska tekmuje ločeno na igrah Commonwealtha, ljudje iz Severne Irske pa lahko tekmujejo za Veliko Britanijo ali Irsko na olimpijskih igrah.

## Zgodovina
Regija, ki je zdaj Severna Irska, je bila temelj irskega upora proti angleškemu programu kolonializma v poznem 16. stoletju. Kraljestvo Irske pod nadzorom Anglije je leta 1542 razglasil angleški kralj Henrik VIII., vendar je irski odpor naredil angleški nadzor nepopoln. Po irske. porazu v bitki pri Kinsaliju leta 1995 je gelska rimokatoliška aristokracija pobegnila v kontinentalno Evropo, in regija je bila podvržena velikim programom kolonializma s protestantskimi angleškimi (predvsem anglikanskimi) in škotskimi (pretežno prezbiterijanskimi) naseljenci. Upor leta 1641, ko so se irski aristokrati uprli angleški vladi, je povzročil pokol naseljencev v Ulstru v okviru vojne treh kraljestev med Anglijo, Škotsko in Irsko, ki jo je spodbudila verska nestrpnost v vladi. Zmaga angleških sil v tej vojni in nadaljnje protestantske zmage v vojni dveh kraljev na Irskem proti koncu 17. stoletja je na Irskem utrdila anglikansko vladavino. Na Severnem Irskem so nekateri protestanti (anglikanski in prezbiterijanski) slavili zmago pri obleganju Derryja (1689) in v bitki pri reki Boyne (1690).
Po zmagi leta 1691 in v nasprotju s pogoji iz Limerickške pogodbe po tem, ko je papež priznal Jakoba II. kot kralja Velike Britanije in Irske namesto Viljema III. Oranskega, je anglikanski vladajoči razred na Irskem sprejel vrsto kazenskih zakonov. Njihova namera je bila, da materialno ogroža katoliško skupnost in v manjšem obsegu tudi prezbiterijansko skupnost. V kontekstu odprte institucionalne diskriminacije se je v 18. stoletju skrivno pojavilo militantno društvo v skupnosti v regiji in se v nasilnih napadih odzvalo na sektaške napetosti. Ti dogodki so se stopnjevali konec stoletja po dogodku, znanem kot bitka pri Diamondu, ko so nadvladali anglikanski in prezbiterijski Peep o'Day Boys nad katoliškimi branilci in je vodilo k oblikovanju anglikanskega oranžnega reda. Upor leta 1798, ki ga je vodilo združenje Združenih Ircev iz Belfasta, in ga je navdihnila francoska revolucija, je poskušala prekiniti ustavne vezi med Irsko in Veliko Britanijo ter združiti irske ljudi vseh religij. Po tem si je vlada Kraljevine Velike Britanije prizadevala za združitev dveh kraljestev, da bi ukinila sektaštvo in izsilila odstranitev diskriminatornih zakonov (in preprečiti širjenje francoskega sloga republikanizma na Irsko). Novo državo, ustanovljeno leta 1801, Združeno kraljestvo Velike Britanije in Irske, je upravljala ena sama vlada in parlament s sedežem v Londonu.
Med letoma 1717 in 1775 se je približno 250 000 ljudi iz Ulstra izselilo v britanske severnoameriške kolonije . Ocenjuje se, da v ZDA živi več kot 27 milijonov škotsko-irskih Američanov.

### Razdelitev Irske
Pravne reforme, ki so se začele v 19. stoletju, so še naprej odpravljale zakonsko diskriminacijo katolikov, progresivni programi pa so kmetom omogočali, da kupujejo zemljišča od lastnikov zemljišč. Do konca stoletja je bila avtonomija Irske v Združenem kraljestvu, znana kot Home Rule, zelo verjetna. Leta 1912 je po več desetletjih ovir lordske zbornice avtonomija postala skoraj gotovost. Med spopadom britanskega spodnjega in lordskega doma zaradi spornega proračuna, je bil sprejet Zakon o parlamentu (Parliament Act 1911), ki je omogočil preklic veta lordov. Veto v lordskega doma je bil glavno zagotovilo unionistom, da avtonomija ne bi bila sprejeta, ker je bila večina članov lordske zbornice unionistov. Kot odgovor na to so se nasprotniki avtonomije, od konservativnih in vodstvenih enot Unionistične stranke, kot sta Bonar Law in odvetnik na višjem sodišču v Dublinu, sir Edward Carson, borili proti unionistom na Irskem, in grozili z uporabo nasilja. Leta 1914 so tihotapili tisoče pušk in municije iz imperialne Nemčije za uporabo prostovoljcev Ulstra (UVF), paravojaške organizacije, ki je nasprotovala izvajanju Home Rule.
Unionisti so bili na Irskem kot celoti v manjšini, toda v severni pokrajini Ulster so bili zelo velika večina v grofijah Antrim in Down, manjša večina v grofijah Armagh in Londonderry ter v znatni manjšini v petih drugih grofijah Ulstra. Te štiri grofije, pa tudi Fermanagh in Tyrone, bodo kasneje predstavljale Severno Irsko. Večina preostalih 26 grofij, ki so kasneje postale Republika Irska, so bile večinoma nacionalistične.
Med krizo Home Rule je potekala razprava o »začasni« razdelitvi teh šestih grofij od preostale Irske. Leta 1914 je Tretji zakon o avtonomiji (Third Home Rule Bill) prejel kraljevo soglasje kot zakon vlade Irske (Government of Ireland Act 1914). Vendar pa je njegovo izvajanje začasno prekinjeno pred začetkom veljavnosti zaradi izbruha prve svetovne vojne in ker je bil predlog o spremembah za razdelitev Irske opuščen. Do konca vojne (med katero je leta 1916 potekala Velikonočna vstaja) je zakon štel za neprimeren. Javno mnenje med nacionalisti se je med vojno premaknilo od zahteve po avtonomiji na zahtevo za popolno neodvisnost. Leta 1919 je David Lloyd George predlagal nov zakon, ki ga je priznal kabinet Walter Long Committee na Irskem, ki bi s sprejetjem ugotovitev Irske konvencije iz leta 1917-18 (Lloyd George) iz Irske konvencije iz leta 1917-18 razdelil Irsko na dve območji: šestindvajsetih grofij vodenih iz Dublina, šest pa iz Belfasta. Vodenje teh dveh območij bi pokrival skupni lord namestnik Irske, ki bi imenoval obe vladi in irski svet, za kar je Lloyd George verjel, da bi se razvil v parlament vse Irske.
Dogodki so prehiteli vlado. Na splošnih volitvah leta 1918 je neodvisni Sinn Féin osvojil 73 od 105 parlamentarnih sedežev na Irskem in enostransko ustanovil First Dáil, izvensodni parlament na Irskem. Irska je bila razdeljena med Severno Irsko in Južno Irsko leta 1921 v skladu z zakonom Lloyda Georgea Government of Ireland Act 1920 med anglo-irsko vojno med irskimi republikanskimi in britanskimi silami. Vojna se je končala 6. decembra 1921 s podpisom anglo-irske pogodbe, ki je ustvarila Irsko svobodno državo. V skladu s pogodbo bi Severna Irska postala del Svobodne države, razen če se bi vlada odločila, da bo predstavila naslov kralju, a se je v praksi delitev ohranila.

### Severna Irska
Kot je bilo pričakovano je parlament Severne Irske 7. decembra 1922 (dan po ustanovitvi Irske svobodne države) odločil, da uveljavlja svojo pravico, da se odreče svobodi in pošlje naslov kralju Juriju V. .. Besedilo je bilo naslednje:
 Milostljivi vladar, mi, vašemu veličanstvu najvdanejši in najzvestejši podaniki, senatorji in poslanci Severne Irske, zbrani v parlamentu, ko smo izvedeli za sprejetje zakona o ustavi Irske svobodne države iz leta 1922, ki je akt parlamenta za ratifikacijo členov Sporazuma o pogodbi med Veliko Britanijo in Irsko, s tem skromnim pismom prosimo vaše veličanstvo, naj pristojnosti parlamenta in vlade Irske svobodne države ne veljajo več za Severno Irsko. 
Kmalu zatem je bila ustanovljena mejna komisija za odločanje o teritorialnih mejah med Irsko svobodno državo in Severno Irsko. Zaradi izbruha državljanske vojne v Svobodni državi je bilo delo komisije odloženo do leta 1925. Voditelji v Dublinu so pričakovali znatno zmanjšanje ozemlja Severne Irske in nacionalna območja, ki bi se preselila v Svobodno državo. Vendar je bilo v poročilu komisije priporočeno, da je treba nekatere manjše dele ozemlja odstopiti Severni Irski in da je treba manjše dele ozemlja odstopiti svobodni državi Irski. Da bi preprečili prepir je bilo to poročilo odpravljeno, v zameno za oprostitev obveznosti Svobodne države do javnega dolga Združenega kraljestva in razpustitev Irskega sveta (ki ga je zahtevala vlada Severne Irske), in je bila prvotna meja šestih grofij sprejeta brez sprememb.
Junija 1940, da bi spodbudil nevtralno Irsko državo, naj se pridruži zaveznicam, je britanski premier Winston Churchill naznanil ministrskemu predsedniku Eamonu de Valerii, da si Združeno kraljestvo prizadeva za irsko enotnost, vendar so verjeli, da Churchill tega ni mogel oznaniti in de Valera je ponudbo zavrnil . Britanci niso obvestili vlade Severne Irske da so to ponudili dublinski vladi in zavrnitev De Valere ni bila objavljena do leta 1970.
Irski zakon iz leta 1949 je dal prvo pravno podlago, da regija ne bi prenehala biti del Združenega kraljestva brez privolitve parlamenta Severne Irske.

### Težave
Težave, ki so se začele v poznih 1960-ih so predstavljale približno trideset let ponavljajočih se dejanj intenzivnega nasilja, v katerih je umrlo 3254 ljudi in bilo več kot 50.000 žrtev. Od leta 1969 do 2003 je bilo več kot 36.900 incidentov s streljanjem in več kot 16.200 bombnih napadov ali poskusov bombnih napadov, povezanih s Težavami . Spor je povzročil sporni status Severne Irske v Združenem kraljestvu in diskriminacija irske nacionalistične manjšine s strani prevladujoče unionistične večine. [42] Od leta 1967 do 1972 se je Združenje za državljanske pravice Severne Irske (Northern Ireland Civil Rights Association - NICRA), ki se je zgledovalo na ameriško gibanje za državljanske pravice, vodilo kampanjo civilnega odpora proti katoliški diskriminaciji pri stanovanjski, zaposlitveni politiki ter političnih in volilnih postopkih. Volilna pravica za volitve v lokalni upravi je vključevala le plačnike davkov in njihove zakonce ter tako izključila več kot četrtino volivcev. Večina teh so bili brezposelni volivci protestanti, katoličanov pa je bilo še več, saj so bili revnejši in več odraslih je še vedno živelo v družinskem domu.
Kampanja NICRE, ki jo mnogi unionisti vidijo kot irsko republikansko fronto in nasilni odziv na to, se je izkazal kot predhodnica bolj nasilnega obdobja . Že leta 1969 so se začeli oboroženi pohodi paravojaških skupin, vključno z občasnimi pohodi IRE leta 1969-1997, ki so bili namenjeni koncu britanske vladavine na Severnem Irskem in ustanovitvi Združene Irske ter prostovoljci Ulstra, sile ustanovljene leta 1966 kot odziv na zaznano erozijo obeh, britanske in unionistične dominacije v Severni Irski. V nasilju so sodelovali tudi državne varnostne sile - britanska vojska in policija (Royal Ulster Constabulary). Stališče britanske vlade je bilo, da so bile njene sile v konfliktu nevtralne, poskušale vzdrževati zakon in red na Severnem Irskem ter pravico ljudi Severne Irske do demokratične samoodločbe. Republikanci so državne sile šteli kot borce v konfliktu, kar kaže na dogovarjanje med državnimi silami in zvestimi pripadniki paravojaških enot kot dokaz tega. Preiskava »Ballast« policijskega varuha človekovih pravic je potrdila, da so britanske sile in zlasti RUC sodelovale s paravojaškimi unionisti, vpleteni v umor in ovirale potek sojenja, ko so bile te trditve preučene , čeprav je obseg takšnega dogovarjanja še vedno zelo sporen.
Zaradi poslabšanja varnostnih razmer je bila avtonomna regionalna vlada Severne Irske leta 1972 začasno ukinjena. Poleg nasilja je med glavnimi političnimi strankami, vključno s tistimi, ki so obsodile nasilje, prišlo do političnega zastoja nad prihodnjim statusom Severne Irske in oblike vladanja. Leta 1973 je Severna Irska izvedla referendum, da bi ugotovila ali bi morala ostati v Združenem kraljestvu ali biti del združene Irske. Glasovanje je bilo močno naklonjeno (98,9%) ohranitve statusa quo. Približno 57,5% vseh volivcev je glasovalo za podporo, vendar je le 1% katolikov glasovalo po bojkotu, ki ga je organizirala Socialdemokratska in laburistična stranka (SDLP).

### Mirovni proces
Težave so bile spremenjene v mirovni proces, ki je vključeval izjavo o prekinitvi ognja večine paravojaških organizacij ter popolno razorožitev, reformo policije in ustrezen umik vojaških enot s cest in z občutljive meje na južnem Armaghu in Fermanaghu, kot so se dogovorili podpisniki sporazuma iz Belfasta (splošno znani kot "Velikonočni sporazum"). To je ponovno poudarilo dolgoletno britansko stališče, ki ga irske vlade še nikoli prej niso potrdile, da bo Severna Irska ostala v Združenem kraljestvu, dokler večina volivcev na Severnem Irskem ne bo glasovala drugače. Irska ustava je bila leta 1999 spremenjena, da bi »irski narod« dobil suverenost na celotnem otoku (v členu 2).
Nova 2. in 3. člen, ki sta bila dodana ustavi za nadomestitev prejšnjih členov, implicitno priznavata, da se status Severne Irske in njeni odnosi v preostalem Združenem kraljestvu in Republiki Irski spremenijo le s sporazumom večine volivcev v vsaki sodni oblasti. Ta vidik je bil osrednjega pomena tudi za Velikonočni sporazum, ki je bil podpisan leta 1998 in ratificiran z referendumi, ki so potekali istočasno v Severni Irski in Republiki Irski. Hkrati je britanska vlada prvič v okviru prihodnje perspektive priznala tako imenovano »Irsko razsežnost«: načelo, da imajo ljudje Irskega otoka kot celote pravico, brez kakršnega koli zunanjega vmešavanja rešiti vprašanja med severom in jugom z medsebojnim soglasjem«. Slednja izjava je bila ključna za pridobitev podpore nacionalistov za dogovor. Ustanovila je decentralizirano vlado za delitev oblasti na Severnem Irskem, ki mora biti sestavljena iz unionističnih in nacionalističnih strank. Te institucije je britanska vlada začasno ukinila leta 2002 po obtožbah policijske službe Severne Irske (PSNI) o vohunjenju ljudi, ki delajo za Sinn Féin v skupščini (Stormontgate). Zadevni primer proti obtožencu Sinn Féin se je zrušil.
IRA je 28. julija 2005 razglasila konec svojih pohodov in se razorožila. To zadnje dejanje je bilo izvedeno v skladu z Velikonočnim sporazumom iz leta 1998 in ob prisotnosti neodvisne mednarodne komisije za razgradnjo in dveh zunanjih cerkvenih prič. Mnogi unionisti pa ostajajo skeptični. Mednarodna komisija je kasneje potrdila, da so se glavne lojalistične paravojaške skupine, UDA, UVF in Red Hand Commando razorožile, priča je bil nekdanji nadškof in nekdanji vrhovni javni uslužbenec.
Politiki, izvoljeni v skupščino na volitvah leta 2003, so se zbrali 15. maja 2006 v skladu z Zakonom o Severni Irski 2006, da bi izvolili prvega ministra in njegovega namestnika za Severno Irsko ter člane (pred 25. novembrom 2006) kot prvi korak k obnovi decentralizirane vlade.
Po volitvah 7. marca 2007 se je prenesena vlada vrnila 8. maja 2007 z vodjo Demokratske unionistične stranke (DUP) Iana Paisleyja in namestnika vodje Sinn Féina Martina McGuinnessa, ki sta prevzela funkcijo prvega ministra in namestnika prvega ministra. Vlada Združenega kraljestva je v Beli knjigi o Brexitu ponovila svojo zavezanost k Velikonočnemu sporazumu. Kar zadeva status Severne Irske pravijo, da je »očitna prednostna naloga vlade Združenega kraljestva ohraniti trenutni ustavni položaj Severne Irske: kot del Združenega kraljestva, vendar s tesnimi povezavami z Irsko« 

## Geografija
Severna Irska je bila večji del zadnje ledene dobe prekrita z ledeno ploščo kot tudi v številnih prejšnjih primerih, katerih zapuščina je razvidna iz obsežnega pokrova drumlinov v grofijah Fermanagh, Armagh, Antrim in zlasti Down.
Osrednji del predstavlja jezero Lough Neagh, ki je s 391 km² največje sladkovodno jezero na Irskem otoku in na Britanskem otočju. Drugi obsežen jezerski sistem je Spodnji in Zgornji Lough Erne v Fermanaghu. Največji otok Severne Irske je Rathlin, ob severni obali Antrima. Strangford Lough je največji zaliv na britanskih otokih, ki pokriva 150 km².
V Sperrinskih gorah (podaljšek kaledonskega gorstva) so obsežna višavja z znatnimi zlatimi usedlinami, granitno pogorje Morne in bazaltna Antrimska planota ter manjša območja v južnem Armaghu in ob meji Fermanagh-Tyrone. Noben od gričev ni posebej visok, Slieve Donard v dramatičnih Mourne doseže 850 metrov, kar je najvišja točka na Severnem Irskem. Najpomembnejši vrh v Belfastu je Cavehill.
Vulkanska dejavnost, ki je ustvarila Antrimsko planoto, je oblikovala srhljive geometrijske stebre - Velikanova pot (Giant's Causeway) na severni obali Antrima. Tudi v severnem Antrimu so most Carrick-a-Rede, tempelj Mussenden in Antrimske doline (glens)
Spodnja in zgornja reka Bann, reka Foyle in reka Blackwater oblikujejo obsežne rodovitne nižine, z odlično obdelovalno zemljo, ki jo najdemo tudi na severu in vzhodu Downa, čeprav je večina hribovite države marginalna in primerna predvsem za živinorejo.
V dolini reke Lagan leži Belfast, katerega metropolitansko območje vključuje več kot tretjino prebivalstva Severne Irske, s težko urbanizacijo in industrializacijo vzdolž Laganske doline in obeh obal jezera Belfast Lough.
Celotna Severna Irska ima zmerno morsko podnebje, precej bolj mokro na zahodu kot na vzhodu, čeprav oblaki pokrivajo vso regijo. Vreme je nepredvidljivo v vseh letnih časih in čeprav so letni časi različni, so precej manj izraziti kot v notranji Evropi ali na vzhodni obali Severne Amerike. Povprečna dnevna maksimalna vrednost v Belfastu je 6,5 °C januarja in 17,5 °C v juliju. Najvišja temperatura je bila pri Knockarevanu blizu kraja Garrison, grofija Fermanagh 30. junija 1976 in v Belfastu 12. julija 1983. 30.8 °C. Najnižja temperatura je bila v Castledergu, grofija Tyrone 23. decembra 2010, -18,7 °C.

### Grofije
Severna Irska je sestavljena iz šestih zgodovinskih grofij: Antrim, Armagh, Down, Fermanagh, Londonderry , Tyrone.
Te grofije se ne uporabljajo več za namene lokalne uprave; namesto tega obstaja enajst okrožij Severne Irske, ki imajo različne geografske razsežnosti. Ustvarjena so bila leta 2015 in so nadomestila šestindvajset prejšnjih okrožij.
Čeprav se grofije več ne uporabljajo za lokalne vladne namene, ostajajo priljubljena sredstva za opisovanje krajev. Uradno se uporabljajo, ko zaprosijo za irski potni list, ki zahteva, da navedete grofijo svojega rojstva. Ime te grofije se nato pojavi v irskem in angleškem jeziku na strani s podatki o potnem listu, v nasprotju z mestom rojstva v potnem listu Združenega kraljestva. Gelsko atletsko društvo še vedno uporablja grofije kot glavno sredstvo za organizacijo in reprezentativne ekipe v GAA grofiji. Prvotni sistem registrskih številk avtomobilov, ki v veliki meri temelji na grofijah še vedno ostaja v uporabi. Leta 2000 je bil telefonski sistem številčenja prestrukturiran v 8-mestno shemo z (razen v Belfastu) prvo številko, ki odraža grofijo.
Meje grofij se še vedno pojavljajo na geodetskih kartah Severne Irske in Phillips Street Atlases, med drugim. Z njihovim upadanjem v uradni rabi pogosto pride do zmede okoliških mest, ki ležijo blizu meja grofij, kot sta Belfast in Lisburn, ki sta razdeljena med grofiji Down in Antrim (večina obeh mest je v Antrimu).
Marca 2018 je The Sunday Times objavil svoj seznam najboljših mest za življenje v Veliki Britaniji, vključno z naslednjimi kraji na Severnem Irskem: Ballyhackamore blizu Belfasta (splošno najbolje za Severno Irsko), Holywood, grofija Down, Newcastle, grofija Down, Portrush, grofija Antrim, Strangford, grofija Down.

## Gospodarstvo
Severna Irska je tradicionalno imela industrijsko gospodarstvo, predvsem ladjedelništvo, proizvodnji vrvi in tekstila, vendar je večino težke industrije nadomestila servisna dejavnost, predvsem javni sektor.
Sedemdeset odstotkov prihodkov gospodarstva prihaja iz storitvenega sektorja. Poleg javnega sektorja je še en pomemben storitveni sektor turizem, ki je v letu 2004 narasel na več kot 1% prihodkov gospodarstva. Turizem je od konca Težav pomemben dejavnik rasti. Ključne turistične znamenitosti so zgodovinska mesta Derry, Belfast in Armagh in številni gradovi na Severnem Irskem. V zadnjem času je gospodarstvo imelo koristi od velikih naložb mnogih velikih večnacionalnih korporacij v visokotehnološko industrijo. Večino podjetij privlačijo državne subvencije in kvalificirana delovna sila.
Lokalno gospodarstvo se je v času velike recesije zmanjšalo. V odgovor na to je skupščina Severne Irske poslala trgovinske misije v tujino.

## Demografija
Prebivalstvo Severne Irske vsako leto od leta 1978 zvišuje. Po štetju leta 2011 je bilo 1,8 milijona prebivalcev in se je v zadnjem desetletju povečalo za 7,5% [99] iz skoraj 1,7 milijona leta 2001. To predstavlja le malo manj kot 3% prebivalstva Združenega kraljestva in nekaj več kot 28% prebivalstva otoka Irske.
Prebivalstvo Severne Irske je skoraj povsem belo (98,2%). Leta 2011 je bilo na Severnem Irskem rojenih 88,8% ljudi, od tega 4,5% rojenih v Veliki Britaniji in 2,9% rojenih v Republiki Irski. 4,3% se je rodilo drugje. Večina jih je iz Vzhodne Evrope, Litve in Latvije. Največji ne-beli etnični skupini sta bili kitajska (6.300) in indijska (6.200). Črni ljudje različnega izvora so predstavljali 0,2% prebivalstva leta 2011 in ljudje z mešano etnično pripadnostjo 0,2%.

### Religija
Na popisu leta 2011 je bilo 41,5% prebivalstva opredeljeno kot protestantsko / nerimskokatoliško krščansko, največja od teh pa so bile Prezbiterijanska cerkev (19%), Irska cerkev (14%) in Metodistična cerkev (3%); 41% kot rimskokatoliški in 0,8% kot ne-krščanski, medtem ko jih je 17% identificiralo brez vere ali ni navedlo. Kar zadeva skupnost 48% prebivalstva prihaja iz protestantskega ozadja, 45% iz katoliškega, 0,9% iz nekrščanskega ozadja in 5,6% iz nereligioznih okolij.

### Jeziki
Angleško govorijo kot prvi jezik skoraj vsi prebivalci Severne Irske. To je de facto uradni jezik in zakon o pravosodju (jezik) (Irska) iz leta 1737 prepoveduje uporabo jezikov, ki niso angleški, v sodnih postopkih.
V skladu z velikonočnim sporazumom sta irščina in ulstrska škotščina (ulstrsko narečje škotskega jezika, včasih znano tudi kot ullans) priznani kot »del kulturnega bogastva Severne Irske« .. Dve telesi na celotnem otoku sta bili ustanovljeni v skladu s sporazumom: Foras na Gaeilge, ki promovirata irski jezik in Agencija Ulster Scots, ki promovira narečje in kulturo Ulstrskih Škotov. Delujejo ločeno pod pokroviteljstvom North/South Language Body, ki poroča ministrskemu svetu.
Britanska vlada je leta 2001 ratificirala Evropsko listino o regionalnih ali manjšinskih jezikih. Irščina (na Severnem Irskem) je bila določena v delu III Listine z vrsto posebnih zavez v zvezi z izobraževanjem, prevajanjem statutov, sodelovanjem z javnimi oblastmi, uporabo vpisnih imen, dostopom do medijev, podporo kulturnim dejavnostim in drugimi zadevami. Nižja raven priznanja je bila dodeljena ulstrski škotščini v skladu z delom II Listine.

## Kultura
Severna Irska ima tako kulturo Irske kot kulturo Združenega kraljestva. Katoliki se večinoma identificirajo z irsko kulturo, protestanti bolj z britansko kulturo.
Parade so pomembna značilnost severnoirske družbe , bolj kot v ostali Irski ali v Veliki Britaniji. Večino vzdržujejo protestantske bratovščine, kot sta red Oranževcev in Ulstrski unionisti. Vsako poletje, med "marčevsko sezono", imajo te skupine na stotine parad, ulice so prekrite z britanskimi zastavami, prapori in posebej izdelanimi loki ter velikim ognjemetom. Največje parade potekajo 12. julija (The Twelfth). V tem času so pogoste napetosti v bližini katoliških sosesk, kar včasih vodi v nasilje [134].
Od konca Težav je Severna Irska priča naraščajočemu številu turistov. Zanimivosti vključujejo kulturne festivale, glasbene in umetniške tradicije, podeželje in geografske znamenitosti, pube, gostoljubnost in šport (še posebej golf in ribolov). Od leta 1987 so pubi lahko odprti ob nedeljah, kljub temu, da so nekateri temu nasprotovali.
Ulstrski cikel je eden od štirih velikih ciklov irske mitologije, je telo srednjeveških irskih herojskih legend in sag tradicionalnih junakov Ulaida v današnjem vzhodnem Ulstru in severnem Leinstru, zlasti okrožjih Armagh, Down in Louth in izvira okoli ali pred 1. stoletjem. Cikel se osredotoča na vladavino Conchobar mac Nessa, za katero pravijo, da je bil kralj Ulstra okrog 1. stoletja. Od Emaina Mache (sedaj Fortuna Navan pri Armaghu) je vladal, in imel ostro rivalstvo s kraljico Medbom in kraljem Ailillom iz Connachta in njihovim zaveznikom Fergusom mac Róich, nekdanjim kraljem Ulstra. Najpomembnejši junak cikla je Conchobarjev nečak Cúchulainn.

### Simboli
Severna Irska sestavlja skupek skupnosti, katerih nacionalne pripadnosti so na nekaterih območjih zastopane z različnimi zgodovinskimi zastavami. Na nekaterih območjih so tudi nekateri kraji obarvani rdeče-belo-modro ali zeleno-belo-oranžno, odvisno od tega, ali lokalni ljudje izražajo unionistične ali nacionalistične / republikanske simpatije.
Uradna zastava je državna, ki ima suverenost nad ozemljem, torej zastava Unije . Nekdanja severnoIrska zastava, znana tudi kot »Ulster Banner« ali »Red Hand Flag«, je prapor, ki izhaja iz grba vlade Severne Irske do leta 1972. Od leta 1972 nima uradnega statusa. Uporabljajo jo izključno unionisti. Politika o zastavah Združenega kraljestva navaja, da na Severnem Irskem »zastava Ulstra in križ svetega Patricka nimata uradnega statusa in v skladu s pravili o zastavah ne smeta viseti na vladnih stavbah.«
Državna himna Združenega kraljestva "Bog obvaruj kralja" se pogosto igra na državnih dogodkih na Severnem Irskem. Na igrah Commonwealtha in nekaterih drugih športnih dogodkih ekipa Severne Irske uporablja zastavo Ulstra kot svojo zastavo, ne glede na pomanjkanje uradnega statusa in Londonderry Air (ponavadi na besedilu kot Danny Boy), ki prav tako nima uradnega statusa, kot svojo nacionalno himno. Nacionalna nogometna ekipa uporablja tudi ulstrsko zastavo kot svojo zastavo, vendar kot svojo himno uporablja "Bog obvaruj kralja". Mednarodne tekme Gaelic Athletic Association odpre nacionalna himna Republike Irske, Amhrán na bhFiann (Vojaška pesem), ki jo uporablja tudi večina drugih športnih organizacij iz vse Irske. Od leta 1995 je irska ragbi ekipa unionistov uporabljala posebno naročeno pesem »Irski poziv« (Ireland's Call) kot himno skupine. Irsko himno se igra tudi na domačih tekmah v Dublinu, kot himna države gostiteljice.
Severnoirski murali so postali znana značilnost Severne Irske, ki prikazujejo pretekle in sedanje dogodke ter dokumentirajo mir in kulturno raznolikost. Skoraj 2000 jih je bilo dokumentiranih na Severnem Irskem od sedemdesetih let.